# Saison 1994-1995 des Celtics de Boston
La saison 1994-1995 des Celtics de Boston est la 49e saison de la franchise américaine de la National Basketball Association (NBA), qui marque la dernière saison du Boston Garden, en tant qu'arène à domicile pour la franchise. 
À l'aube de la saison, les Celtics signent l’agent libre All-Star, Dominique Wilkins, mouvement qui sera controversé à la fin de la carrière de Wilkins, tout en signant Pervis Ellison et David Wesley. Les Celtics luttent la majeure partie de la saison, mais remportent huit de leurs douze derniers matchs en terminant 3e dans la division Atlantique avec un bilan de 35-47. Wilkins mène l'équipe en inscrivant 17,8 points par match, et le rookie Eric Montross, est élu dans la All-Rookie Second Team.
Malgré un bilan négatif, les Celtics se qualifient pour les playoffs, en obtenant la 8e place dans la Conférence Est. Cependant, le Magic d'Orlando s'impose contre les Celtics au Boston Garden pour remporter la série 3-1. À l'issue de la saison, Wilkins et Xavier McDaniel sont tous deux partis jouer en Grèce et l'entraîneur Chris Ford est limogé.

## Draft
| Tour | Rang | Joueur         | Position | Nationalité | Provenance       |
| ---- | ---- | -------------- | -------- | ----------- | ---------------- |
| 1    | 9    | Eric Montross  | C        | États-Unis  | North Carolina   |
| 2    | 36   | Andrei Fetisov | SF       | Russie      | Fórum Valladolid |

## Classements de la saison régulière
| Conférence Est | Conférence Est         | Conférence Est | Conférence Est | Conférence Est |
| No             | Franchise              | Vic.           | Déf.           | PCT            |
| -------------- | ---------------------- | -------------- | -------------- | -------------- |
| 1              | Magic d'Orlando        | 57             | 25             | 69.5           |
| 2              | Pacers de l'Indiana    | 52             | 30             | 63.4           |
| 3              | Knicks de New York     | 55             | 27             | 67.1           |
| 4              | Hornets de Charlotte   | 50             | 32             | 61.0           |
| 5              | Bulls de Chicago       | 47             | 35             | 57.3           |
| 6              | Cavaliers de Cleveland | 43             | 39             | 52.4           |
| 7              | Hawks d'Atlanta        | 42             | 40             | 51.2           |
| 8              | Celtics de Boston      | 35             | 47             | 42.7           |
|                |                        |                |                |                |
| 9              | Bucks de Milwaukee     | 34             | 48             | 41.5           |
| 10             | Heat de Miami          | 32             | 50             | 39.0           |
| 11             | Nets du New Jersey     | 30             | 52             | 36.6           |
| 12             | Pistons de Détroit     | 28             | 54             | 34.1           |
| 13             | 76ers de Philadelphie  | 24             | 58             | 29.3           |
| 14             | Bullets de Washington  | 21             | 61             | 25.6           |

| Division Atlantique   | V  | D  | PCT  | GB |
| --------------------- | -- | -- | ---- | -- |
| Magic d'Orlando       | 57 | 25 | 69.5 | -  |
| Knicks de New York    | 55 | 27 | 67.1 | 2  |
| Celtics de Boston     | 35 | 47 | 42.7 | 22 |
| Heat de Miami         | 32 | 50 | 39.0 | 25 |
| Nets du New Jersey    | 30 | 52 | 36.6 | 27 |
| 76ers de Philadelphie | 24 | 58 | 29.3 | 33 |
| Bullets de Washington | 21 | 61 | 25.6 | 36 |

## Effectif
| Numéro | Joueur            | Position | Provenance               |
| ------ | ----------------- | -------- | ------------------------ |
| 0      | Eric Montross     | C        | UNC                      |
| 4      | David Wesley      | PG       | Baylor                   |
| 5      | Jay Humphries     | PG       | Colorado                 |
| 7      | Dee Brown         | SG       | Jacksonville University  |
| 8      | James Blackwell   | PG       | Dartmouth College        |
| 9      | Greg Minor        | SG       | Louisville               |
| 12     | Dominique Wilkins | SF       | Georgia                  |
| 20     | Sherman Douglas   | PG       | Syracuse                 |
| 29     | Pervis Ellison    | C        | Louisville               |
| 30     | Blue Edwards      | SF       | East Carolina University |
| 31     | Derek Strong      | PF       | Xavier                   |
| 34     | Xavier McDaniel   | SF       | Wichita State            |
| 40     | Dino Radja        | PF       |                          |
| 43     | Tony Harris       | SG       | Lamar, New Orleans       |
| 44     | Rick Fox          | SF       | UNC                      |
| 45     | Tony Dawson       | SF       | Florida State            |
| 55     | Acie Earl         | C        | Iowa                     |

## Playoffs

### Premier tour
(1) Magic d'Orlando vs. (8) Celtics de Boston : Boston s'incline dans la série 1-3
- Game 1 @ Orlando Arena, Orlando : Orlando 124-77 Boston
- Game 2 @ Orlando Arena, Orlando : Boston 99-92 Orlando
- Game 3 @ Boston Garden, Boston : Orlando 82-77 Boston
- Game 4 @ Boston Garden, Boston : Orlando 95-92 Boston

## Statistiques

### Saison régulière
| Joueur            | MJ | MC | MPG  | FG%  | 3P%  | FT%   | RPG | APG | SPG | BPG | PPG  |
| ----------------- | -- | -- | ---- | ---- | ---- | ----- | --- | --- | --- | --- | ---- |
| James Blackwell   | 9  | 0  | 6.8  | .600 |      | .667  | 0.9 | 0.7 | 0.3 | 0.0 | 1.6  |
| Dee Brown         | 79 | 69 | 35.3 | .447 | .385 | .852  | 3.2 | 3.8 | 1.4 | 0.6 | 15.6 |
| Tony Dawson       | 2  | 0  | 6.5  | .375 | .333 | 1.000 | 1.5 | 0.5 | 0.0 | 0.0 | 4.0  |
| Sherman Douglas   | 65 | 43 | 31.5 | .475 | .244 | .689  | 2.6 | 6.9 | 1.2 | 0.0 | 14.7 |
| Acie Earl         | 30 | 3  | 6.9  | .382 |      | .483  | 1.5 | 0.1 | 0.2 | 0.3 | 2.2  |
| Blue Edwards      | 31 | 7  | 16.4 | .426 | .256 | .896  | 2.1 | 1.5 | 0.6 | 0.3 | 7.1  |
| Pervis Ellison    | 55 | 11 | 19.7 | .507 | .000 | .717  | 5.6 | 0.6 | 0.4 | 1.0 | 6.8  |
| Rick Fox          | 53 | 7  | 19.6 | .481 | .413 | .772  | 2.9 | 2.6 | 1.0 | 0.4 | 8.8  |
| Tony Harris       | 3  | 0  | 6.0  | .375 | .000 | .889  | 0.0 | 0.0 | 0.0 | 0.0 | 4.7  |
| Jay Humphries     | 6  | 0  | 8.7  | .444 | .000 | .500  | 0.5 | 1.7 | 0.3 | 0.0 | 1.7  |
| Xavier McDaniel   | 68 | 15 | 21.0 | .451 | .286 | .712  | 4.4 | 1.6 | 0.4 | 0.3 | 8.6  |
| Greg Minor        | 63 | 8  | 15.0 | .515 | .167 | .833  | 2.2 | 1.0 | 0.5 | 0.3 | 6.0  |
| Eric Montross     | 78 | 75 | 29.7 | .534 | .000 | .635  | 7.3 | 0.5 | 0.4 | 0.8 | 10.0 |
| Dino Radja        | 66 | 48 | 32.5 | .490 | .000 | .759  | 8.7 | 1.7 | 0.9 | 1.3 | 17.2 |
| Derek Strong      | 70 | 24 | 19.2 | .453 | .286 | .820  | 5.4 | 0.6 | 0.3 | 0.2 | 6.3  |
| David Wesley      | 51 | 36 | 27.1 | .409 | .429 | .755  | 2.3 | 5.2 | 1.6 | 0.2 | 7.4  |
| Dominique Wilkins | 77 | 64 | 31.5 | .424 | .388 | .782  | 5.2 | 2.2 | 0.8 | 0.2 | 17.8 |

### Playoffs
| Joueur            | MJ | MC | MPG  | FG%  | 3P%  | FT%   | RPG  | APG | SPG | BPG | PPG  |
| ----------------- | -- | -- | ---- | ---- | ---- | ----- | ---- | --- | --- | --- | ---- |
| Dee Brown         | 4  | 4  | 43.0 | .419 | .346 | .875  | 5.0  | 4.8 | 1.3 | 0.3 | 18.8 |
| Sherman Douglas   | 4  | 4  | 42.0 | .353 | .333 | .727  | 5.0  | 8.3 | 1.0 | 0.3 | 15.0 |
| Acie Earl         | 1  | 0  | 10.0 | .333 |      | .000  | 2.0  | 0.0 | 0.0 | 1.0 | 2.0  |
| Pervis Ellison    | 4  | 0  | 17.0 | .579 |      | 1.000 | 4.3  | 0.5 | 0.5 | 1.3 | 6.0  |
| Xavier McDaniel   | 4  | 0  | 14.8 | .294 | .000 | .750  | 1.5  | 1.3 | 0.0 | 0.0 | 3.3  |
| Greg Minor        | 4  | 0  | 9.3  | .385 |      | 1.000 | 0.3  | 0.5 | 0.3 | 0.3 | 2.8  |
| Eric Montross     | 4  | 4  | 15.5 | .455 |      | .500  | 2.3  | 0.0 | 0.0 | 0.0 | 3.3  |
| Dino Radja        | 4  | 3  | 38.3 | .400 |      | .714  | 7.0  | 2.3 | 1.0 | 1.3 | 15.0 |
| Derek Strong      | 4  | 1  | 20.3 | .333 |      | .500  | 6.0  | 0.8 | 0.8 | 0.3 | 2.8  |
| Dominique Wilkins | 4  | 4  | 37.5 | .426 | .471 | .889  | 10.8 | 2.0 | 0.5 | 0.8 | 19.0 |

## Transactions

### Échanges
| 3 février 1995 | Vers les Celtics de Boston Jay Humphries Second tour de draft 1995 conditionnel | Vers le Jazz de l'Utah Blue Edwards |

### Agents libres

#### Arrivées
| Joueur            | Contrat                         | Date            | Ancienne équipe              |
| ----------------- | ------------------------------- | --------------- | ---------------------------- |
| David Wesley      | Agent libre                     | 20 juillet 1994 | Nets du New Jersey           |
| Dominique Wilkins | Agent libre                     | 25 juillet 1994 | Clippers de Los Angeles      |
| Pervis Ellison    | Agent libre                     | 1er août 1994   | Bullets de Washington        |
| Greg Minor        | Agent libre                     | 19 octobre 1994 | Pacers de l'Indiana          |
| Tony Dawson       | Signe deux contrats de 10 jours | 28 février 1995 | Lightning de Rockford (CBA)  |
| James Blackwell   | Signe deux contrats de 10 jours | 28 février 1995 | Piranhas de Pittsburgh (CBA) |

#### Départs
| Joueur         | Raison du départ | Date             | Nouvelle équipe               |
| -------------- | ---------------- | ---------------- | ----------------------------- |
| Alaa Abdelnaby | Agent libre      | 26 juillet 1994  | Kings de Sacramento           |
| Robert Parish  | Agent libre      | 4 août 1994      | Hornets de Charlotte          |
| Tony Harris    | Coupé            | 28 décembre 1994 | Skyforce de Sioux Falls (CBA) |

## Récompenses
- Eric Montross, NBA All-Rookie Second Team